# Kalsia

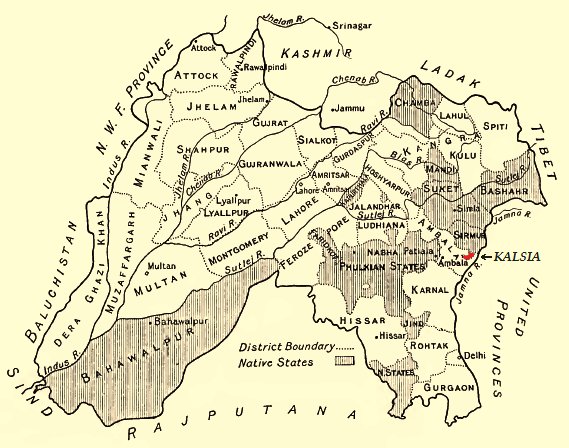
Kalsia a un mapa del Panjab

Kalsia fou un estat tributari protegit, un dels estats del Cis-Sutlej al Panjab (Índia). La superfície era de 461 km² i la població el 1881 de 67.708 habitants dels quals 41.500 eren hindús, 20.000 musulmans i 5000 sikhs, repartits en 179 pobles; la població el 1901 era de 67.131 habitants mentrre el 1921 s'estimava en 60.000 habitants. L'estat estava format per 20 trossos de territori separats un de l'altra repartits en els territoris dels districtes d'Ambala i Ferozepore, formant administrativament dos tehsils: Chhachhrauli i Basi, a més del subtahsil aïllat de Chirak al districte de Ferozepore. Les ciutats principals eren Chhachhrauli (població: 5.520 el 1901) i Basi (4.641 el 1901).

## Història
La nissaga governant la va fundar sardar Gur Bakhsh Singh, un jat originari del poble de Kalsia al Panjab, prop de Lahore va entrar a la confederació de Karora o Kroria, va conquistar alguns territoris (incloent la pargana de Bambeli al districte de Hoshiarpur) i va donar al seu principat el nom de Kalsia en honor del lloc d'origen, amb Chhachrauli com a capital. El seu fill Jodh Singh el va succeir vers 1783 o 1785; era un home molt habil i valent, va fer considerables conquestes a l'entorn d'Ambala als dos costats del Sutlej, al final del segle XVIII, com a membre de la misl (confederació sikh) de Kroria; va arrabassar Dehra Bassi al sardar Khajan Singh i va dominar els territoris de Lohal i Achrak; fou reconegut senyor de Chhachrauli pel maharajà Ranjit Singh que li va cedir Badala, Kameri i Chhabbal pels seus serveis. Va morir el 1818 en una batalla a Multan. Posteriorment totes les seves possessions al nord del Sutlej es van perdre. Quan els estats del Cis-Sutlej van passar sota protecció britànica el 1848, Sobha Singh, després de dubtar, va seguir l'exemple general i es va sotmetre però va aconseguir diversos privilegis que altres senyors no van obtenir. Va donar suport als britànics durant la rebel·lió del 1857-1858. Ravi Sher Singh va rebre el títol de raja el 1916. L'estat va accedir a l'Índia el 20 d'agost de 1948.

## Llista de sardars i rages
- 1. Sardar GURBAKSH SINGH 1763-1785
- 2. Sardar JODH SINGH 1785-1818 (fill)
- 3. Sardar SOBHA SINGH 1818-1858 (fill)
- 4. Sardar LAHNA SINGH 1858-1869 (fill)
- 5. Sardar BISHEN SINGH 1869-1883 (fill?)
- 6. Sardar JAGJIT SINGH 1883-1886 (fill) (+ amb 6 anys el 28 d'agost de 1886)
- 7. Sardar RANJIT SINGH Sahib Bahadur 1886-1908 (germà) (+25 de juliol de 1908)
- 8. Raja RAVI SHER SINGH Sahib Bahadur 1908-1947 (+4 de gener de 1947)
- 9. Raja KARAN SHER SINGH Sahib Bahadur 1947-1948 (+1961)